# Mauser Kar 98k
El Karabiner 98 Kurz, abreujat Kar 98k o K98k és un fusell de repetició manual desenvolupat pel fabricant alemany Mauser. Empra munició 7,92 x57 mm i va ser adoptat com a fusell estàndard d'infanteria el 1935 per la Wehrmacht, que el va utilitzar de forma massiva durant la Segona Guerra Mundial.

## Història

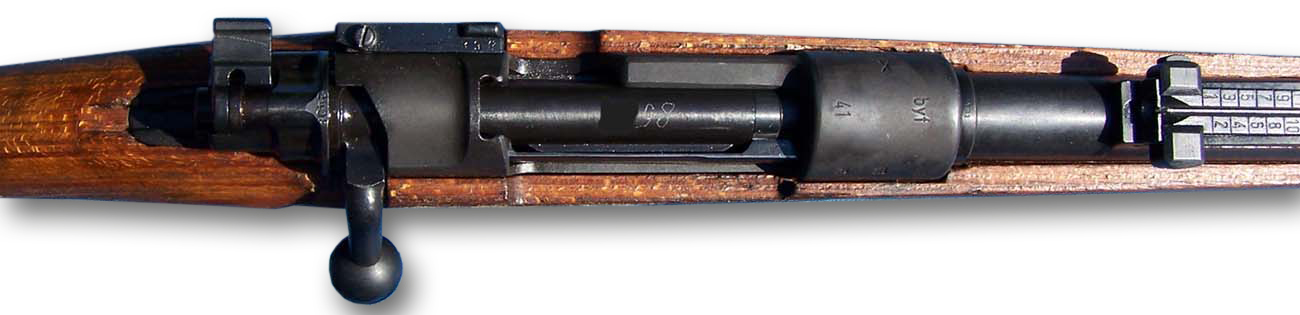
Detall del forrellat.

El fusell alemany Mauser Karabiner 98k, més conegut com a Kar 98 o Mauser 98k, va tenir un paper fonamental en la Segona Guerra Mundial tot i estar una mica antiquat. Encara que era un fusell amb mecanisme de forrellat i un dipòsit de 5 cartutxos, mentre que l'Exèrcit Nord-americà feia servir el fusell semiautomàtic M1 Garand de 8 cartutxos, igualment va entrar en batalla en el teatre europeu i africà de manera que va permetre ampliar a Hitler els seus dominis per gairebé tot Europa en 2 anys.
A finals dels anys 30, Hitler havia cridat a licitació a les diferents fàbriques d'armes per desenvolupar un nou fusell, més d'acord amb el tipus de guerra "llampec" que es portaria a terme. Per tant, es necessitava una arma més curta i lleugera que el Mauser 98, amb el qual Alemanya va lluitar en la Primera Guerra Mundial. Es van presentar dos projectes de les firmes Mauser i Sauer, però, finalment, es va optar pel Mauser Karabiner 98k. A partir de 1940 va esdevenir l'arma reglamentària de la Wehrmacht i cap a 1945 se n'havien construït prop de 14 milions d'unitats. La cadència de tir d'aquest fusell és d'uns 10-13 trets per minut. Era gairebé tan precís com el Mosin-Nagant soviètic i molt més curt.